# Représentations diplomatiques aux Bahamas

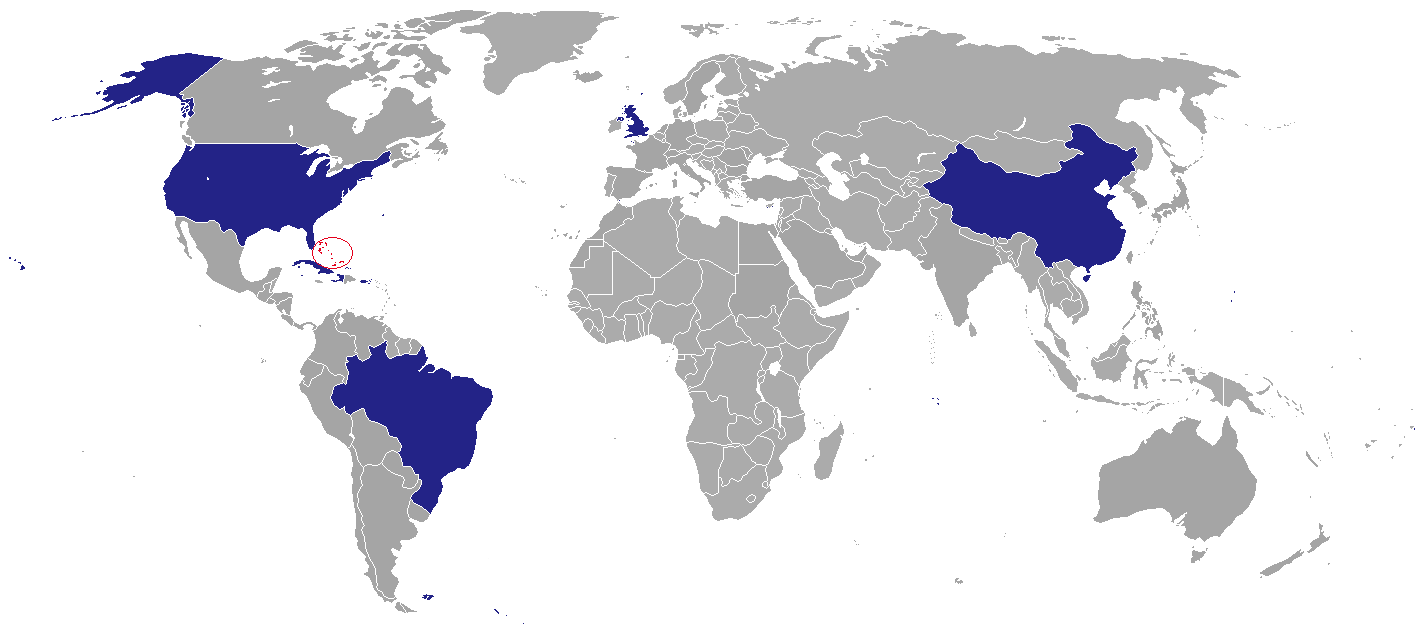
Carte des représentations diplomatiques aux Bahamas

Voici une liste des représentations diplomatiques aux Bahamas.
À l'heure actuelle, la capitale de Nassau accueille six ambassades. Plusieurs pays possèdent consuls honoraires résidents pour fournir des services d'urgence à leurs citoyens, tandis que d'autres accréditent des ambassadeurs des pays voisins, ou leurs missions permanentes auprès des Nations unies à New York.

## Ambassades et hauts-commissariats
- Brésil
- Chine
- Cuba
- États-Unis
- Haïti

 Ordre de Malte
- Royaume-Uni

## Ambassades et hauts-commissariats non-résidents

### Bridgetown
- Barbade

### Georgetown
- Guyana

### Kingston
| - Afrique du Sud - Allemagne - Argentine - Canada - Chili | - Colombie - Espagne - Honduras - Inde | - Japon - Mexique - Panama - Union européenne |

### La Havane
| - Algérie - Arabie saoudite - Corée du Nord - Dominique - Égypte - Émirats arabes unis | - Ghana - Guatemala - Guinée - Indonésie - Irak - Iran | - Kenya - Laos - Malaisie - Nigeria - Palestine - République tchèque | - Slovaquie - Turquie - Yémen - Zimbabwe |

### Mexico
- Israël
- Uruguay

### Miami
- Taïwan

### New York
| - Bahreïn - Bangladesh - Costa Rica - États fédérés de Micronésie - Islande - Koweït | - Lettonie - Lesotho - Mali - Malte - Maldives - Nauru | - République centrafricaine - Russie - Samoa - Slovénie - Togo - Turkménistan | - Tuvalu - Vanuatu - Zambie |

### Oslo
- Norvège

### Ottawa
| - Danemark - Finlande - Irlande - Maroc - Ouganda | - Suède - Suisse - Thaïlande |

### Panama
- France

### Port-d'Espagne
- Australie
- Vatican

### Saint-Domingue
- Corée du Sud
- Pérou

### Saint-Georges
- Grenade

### Saint John's
- Antigua-et-Barbuda

### Washington
| - Autriche - Belgique - Chypre - Côte d'Ivoire - Eswatini | - Grèce - Italie - Jamaïque - Jordanie - Liberia | - Nicaragua - Pakistan - Pays-Bas - Philippines - Pologne | - Portugal - Serbie - Sierra Leone - Singapour - Venezuela |